# Дыхныауш
Дыхныауш (с карач.-балк. языка: «дых» — крутой, «аууш» — перевал) — высокогорный перевал на Кавказе в Черекском районе Кабардино-Балкарии (Россия). Расположен в Кабардино-Балкарском высокогорном заповеднике.
Дыхныауш находится на высоте 3836 м на северном отроге Главного Кавказского хребта у юго-западного склона горы Дыхныаушбаши. Соединяет долины ледника Башхаауз и восточного ответвления ледника Безенги (Уллучиран). 
Ориентация перевала: северо-запад — юго-восток. Перевал Дыхныауш соответствует 2Б категории сложности.